# Держави-члени БРІКС
БРІКС — це угруповання Бразилії, Росії, Індії, Китаю та Південної Африки, утворене шляхом приєднання Південної Африки до попередника БРІК у 2010 році. Оригінальна абревіатура «БРІК» або «БРІК» була введена в 2001 році економістом Goldman Sachs Джимом О'Нілом для опису швидкозростаючих економік, які, за його прогнозами, колективно домінуватимуть у світовій економіці до 2050 року  На 15-му саміті БРІКС у 2023 році відбулося розширення організації вперше після включення Південної Африки.

## Держави-члени
| Прапор | Держава                                                 | Столиця                                                          | Площа (км2) | Населення (2016) | Густота населення(/km2) | ВВП (ПКС) | ІРЛП  | Валюта                                     | Офіційні мови                                                             | Лідери                                                                                 | Приєдання     |
| ------ | ------------------------------------------------------- | ---------------------------------------------------------------- | ----------- | ---------------- | ----------------------- | --------- | ----- | ------------------------------------------ | ------------------------------------------------------------------------- | -------------------------------------------------------------------------------------- | ------------- |
|        | Бразилія Федеративна Республіка Бразилія                | Бразиліа                                                         | 8,515,767   | 203,062,512      | 25                      | 18,686    | 0,754 | Бразильський реал(R$) (BRL)                | Португальська див.також мови Бразилії                                     | Президент: Луїз Інасіо Лула да Сілва                                                   | вересень 2006 |
|        | Московія-Росія Російська Федерація                      | Москва                                                           | 17,075,400  | 146,519,759      | 8.3                     | 24,449    | 0,798 | Російський фубль (₽) (RUB)                 | Московитська див.також мови на Російщині                                  | Диктатор: Путін Голова уряду: Михйло Мішустін                                          | вересень 2006 |
|        | Індія Республіка Індія                                  | Нью-Делі                                                         | 3,287,240   | 1,284,480,000    | 364.4                   | 10,484    | 0,640 | Інійська рупія (₹) (INR)                   | Гінді (Девангарі) Англійська див.також Languages of India                 | Презилент: Драупаді Мурму Прем'єр-міністр: Нарендра Моді                               | вересень 2006 |
|        | Китай (КНР) Китайська Народна Республіка (комуністична) | Пекін                                                            | 9,640,011   | 1,374,820,000    | 139.6                   | 21,224    | 0,727 | Юань женьміньбі (Китайський Юань, ¥) (CNY) | Стандартна Китайська написана в спрощених іерогліфах див.також мови Китаю | Генсек: Сі Цзіньпін Прем'єр: Лі Цян                                                    | вересень 2006 |
|        | Південно-Африканська Республіка                         | Преторія (виконавча) Кейптаун (законодавча) Блумфонтейн (судова) | 1,221,037   | 58,048,332       | 42.4                    | 16,090    | 0,713 | ПАР ранд (R) (ZAR)                         | 12 мов                                                                    | Президент: Сиріл Рамафоса                                                              | 2010-12-24    |
|        | Єгипет Арабська Республіка Єгипет                       | Каїр                                                             | 1,010,408   | 105,231,000      | 103.56                  | 16,980    | 0,731 | Єгипетський фунт (LE) (EGP)                | Aрабська                                                                  | Президент: Абдель Фаттах Ас-Сісі Прем'єр-міністр: Moustafa Madbouly                    | 2024-01-01    |
|        | Ефіопія Федеративна Демократична Республіка Ефіопія     | Аддис-Аббеба                                                     | 1,104,300   | 105,163,988      | 92.7                    | 3,724     | 0,498 | Ефіопський бир (BR) (ETB)                  | Афарська Амхарська Оромо Сомалійська Тигринья                             | Президент: Сахле-Ворк Зевде Прем'єр-міністр: Абій Ахмед Алі                            | 2024-01-01    |
|        | Іран Ісламська Республіка Іран                          | Тегеран                                                          | 1,648,195   | 79,011,700       | 48.0                    | 17,443    | 0,766 | Іранський ріал (Rl) (IRR)                  | Перська                                                                   | Верховний лідер: Алі Хаменеї Президент: Ібрагім Райсі                                  | 2024-01-01    |
|        | Об'єднані Арабські Емірати                              | Абу Дабі                                                         | 83,600      | 4,106,427        | 121                     | 78,255    | 0,911 | дирхам ОАЕ ( AED)                          | Арабська                                                                  | Президент: Мухаммад бін Заїд Аль Нагаян Прем'єр-міністр: Мохаммед ібн Рашид Аль Мактум | 2024-01-01    |
|        | Індонезія Республіка Індонезія                          | Джакарта                                                         | 1 904 569   | 282 477 584      | 143                     | 16 542    | 0,713 | Індонезійська рупія (IDR)                  | Індонезійська яванська папуаські біля 700 мов, див. мови Індонезії        | Президент Індонезії: Прабово Субіанто                                                  | 6 січня 2025  |

## Країни, які подали заявки на членство
Саудівська Аравія була запрошена приєднатися на 15-му саміті БРІКС, але ще не офіційно оформила своє схвалення стати членом БРІКС.
Хоча Єгипет, Ефіопія, Іран та Об’єднані Арабські Емірати не були прийняті до членів під час 15-го саміту БРІКС, вони були серед 22 країн, які подали заявку на членство. Міністр фінансів Південної Африки Енох Годонгвана сказав: «Є друга група країн, які будуть додані [до] БРІКС. Це означає, що існують плани щодо подальшого розширення БРІКС, і наступні країни є можливими кандидатами через їхні заявки на членство 

### Інші заявники
У 2022 році Аргентина офіційно подала заявку на членство в БРІКС під керівництвом уряду Альберто Фернандеса. Аргентину запросили приєднатися на наступному саміті 2023 року, але країна відхилила пропозицію приєднатися до блоку після перемоги Хав’єра Мілеї на президентських виборах того року.
У 2011 році Індонезія розглядала можливість приєднання до БРІКС, у 2022 році офіційно подала заявку, потім відкликала, знов подала, зрештою, 6 січня 2025 року ця четверта за населенням країна світу стала 10-м членом БРІКС.

### Партнери БРІКС
17 січня 2025 року Нігерія стає дев'ятим партнером БРІКС, після Білорусі, Болівії, Казахстану, Куби, Малайзії, Таїланду, Уганди та Узбекистану.

## Дивись також
- Держави-члени Шанхайської організації співробітництва
- Держави-учасниці Євразійського економічного союзу